# Stage diving

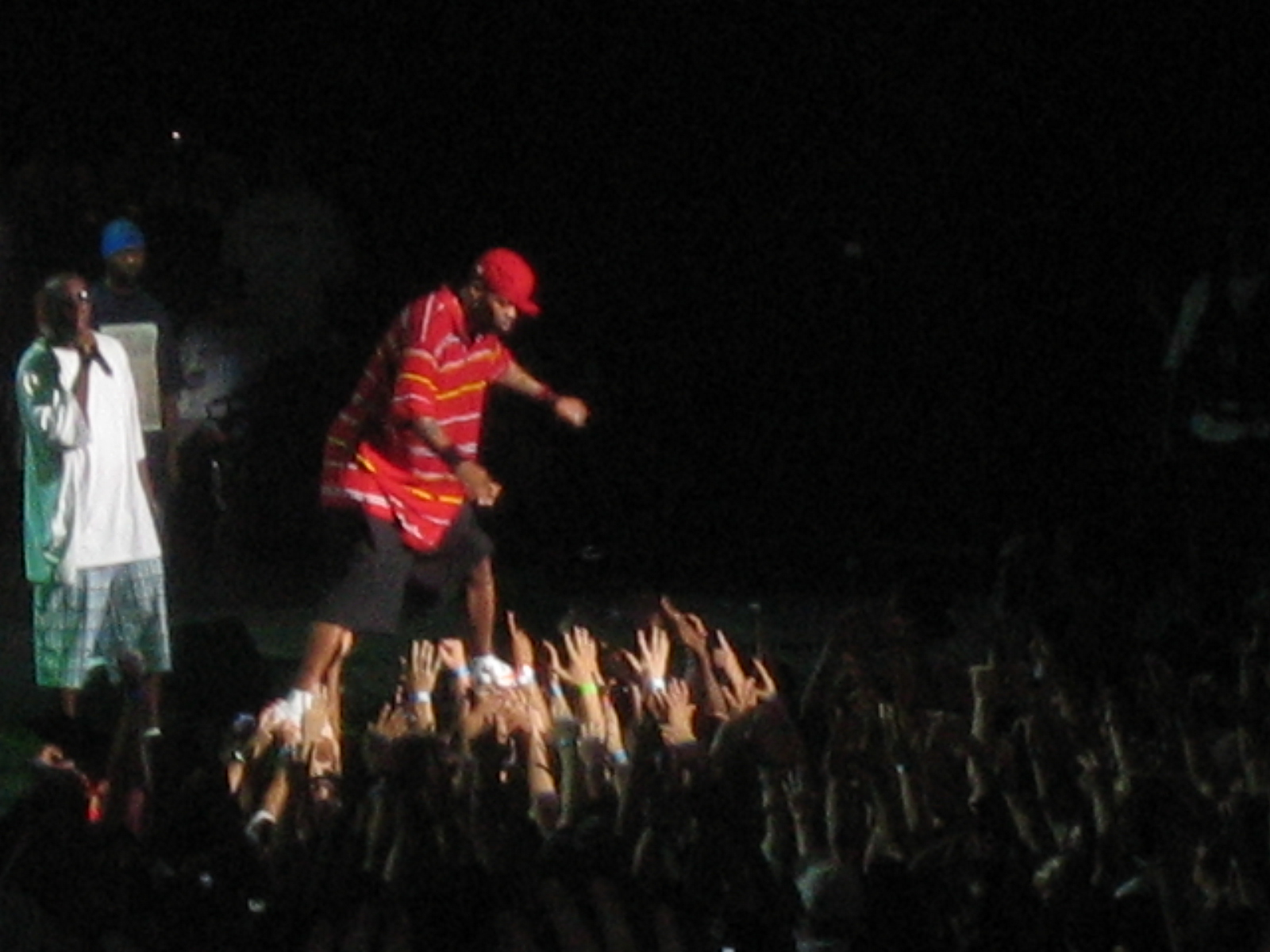
Method Man prepándose para saltar hacia la multitud en el Tweeter Center durante el Rock the Bells 2007.

Tirarse del escenario o stage diving (en español, literalmente o zambullida desde el escenario) es el término por el que se denomina el acto de lanzarse desde un escenario al público. El hecho de que no exista un equivalente exacto y corto en castellano ha propiciado que en muchos países hispanos se utilice el término inglés.[cita requerida]
En este acto de masas participan factores tales como la euforia de un directo e involucra al público, no solo como parte de un hecho en el que el propio artista se entrega a los espectadores, sino también como metáfora de confianza. El artista, (generalmente el cantante) muestra su fe ciega en que sus seguidores no le dejarán caer y, por extensión, al grupo. 

Uno de los primeros padres del salto desde el escenario fue Peter Gabriel,[cita requerida] fundador y cantante en la primera época del popular grupo inglés Genesis, uno de los mayores representante del rock progresivo. Gabriel acostumbraba a arrojarse al público tras presentar la canción The Knife, del disco Trespass (1970). El siempre teatral Gabriel
 fue pionero[cita requerida] en un acto que, dos décadas después, se ha convertido en un habitual de las actuaciones en vivo. Igualmente el vocalista Iggy Pop del estilo garage fue uno de los pioneros del salto desde el escenario.
En los últimos tiempos es habitual[cita requerida] e incluso se ha puesto de moda[cita requerida] que sean las propias personas del público las que, eludiendo los sistemas de seguridad, suban al escenario para arrojarse sobre los asistentes. Resulta frecuente sobre todo en los conciertos de hip hop de los 90, heavy metal, Música electrónica o punk rock. Un grupo como ejemplo, que permitió y propició la intromisión del público en el escenario fue Nirvana.
En su gran mayoría, las personas que hacen estos bailes se identifican con la cultura underground, la Anarquía y/o al movimiento punk, o a sus derivados, como son las subculturas propias de ellas; ya que estas se han enraizado con el transcurrir del tiempo; en las cuales su intención por lo general es la protesta, suelen hacerlo presencialmente, así como también, utilizando como medio a la música, convirtiendo la suya en música protestante, manifestante o demandante.